# 설명
설명(說明, explanation)은 어떤 사실이나 정보, 지식 등을 정확하고 알기 쉽게 전달하여 이해시키는 것을 목적으로 하는 진술 방법이다. 철학에서는 "있는 사건의 근거를 법률에서 연역적으로 찾는 것"을 말한다. 지식에는 현상, 법률, 법칙, 이론, 등이 포함되며, 남에게 어느 대상이 이해되는 행동을 취할 경우 설명하였다고 한다.

## 개요
어느 것을 남에게 말하여 그 사람이 그 내용을 알았다고 하는 것처럼 설명은 이해받음과 대응하는 용어이다. 일반적으로 언어에 의한 설명의 의미로 이용되는 것이 많지만, 수학의 증명도 실은 일종의 설명의 일종이라고 할 수 있다.
일반적인 의미의 설명은 그 내용이 다방면에 걸쳐 있지만 어쨌든, 그 내용을 다른 사람도 알 수 있게 한 것이다. 그러기 위해서는
1. 표현 내용을 구체적으로 할 수 있어야 함
2. 인과 관계를 밝히기
3. 객관적인 표현

이 중요하다.
예를 들어, 어떤 사건을 목격한 경우, 본 내용을 "설명"하도록 요구되는 경우가 있다. 이것을 아이들에게 요구하면 자기 생각만 말하고 일관성이 없으며 의성어가 많이 사용되어 버린다. 이 경우 마음은 전해지는이 설명은 매우 부족하게 된다.
또한 어느 정도 책임있는 지위의 사람이 결단을 내린 경우, 그 판단의 근거를 "설명"하는 것이 필요할 수 있다. 이에 대해 "왠지"라고 대답하면 큰 비판을 받는 것이다. 판단이 직관적이어서, 설명하기 위해서는 그 판단 내용을 구체적이고 객관적인 것으로 해야한다. 한때 절대 군주는 기분만으로 판단을 내렸지만, 고급 관료가 그 이유를 갖춘 경우도 있다. 어쨌든, 이런 경우, 특히 그 결과가 넓고 많은 것들에 영향을 미치는 경우 판단을 내린 것은 그 설명을 하는 책임이 있다고 생각되며, 이것을 책임졌다.

## 예시
상품은 품질, 취급, 사용시주의 사항 등을 적은 것이 첨부되어 이것을 설명한다. 특히 전기 기기 등의 조작의 복잡하고 그것에 관한 기술이 대부분을 차지하는 때문에, 사용 설명서도 이에 포함된다.

## 과학적인 설명
과학에서는 설명이 다소 특별한 의미를 포함한다. 여기에서는 이것을 과학적인 설명으로 따로 설명한다. 과학적인 설명은 "사건의 설명"및 "법칙 설명"두 가지로 분류되고 사건의 설명은 한 사건에 대해 왜 일어 났는지를 나타내는 법칙에 대해 설명은 있는 법칙에 대해 왜 그렇게되는지 설명을 모두 법칙에 따라 사건의 성립 과정을 세밀하게 묘사함으로써 이루어진다.
과학의 설명은 한 현상이나 사건의 관찰이나 몇몇 실험 결과에 대해 부여하는 것은, 그들을 조리있게 다른 사람이 납득할 수 있는 형태를 주는 것이다. 구체적으로는 다음과 같은 내용을 포함한다.
1. 그것과 관련된 상황, 요인을 명확하게하는 것.
2. 거기에 일어나고있는 일을 알려진 요인으로 구분한다.
3. 그들을 결합하여, 상황, 요인에서 얻은 결과를 합리적으로 결과를 나타내는 것.

예를 들면, 수평 방향으로 일정한 속도로 튀어나온 물체가 낙하하는 경우, 속도의 수평 성분과 수직 성분으로 나누어 수직 방향으로 중력이 작동이 수평으로 힘이 작동하지 않는다는 가설에서 각각 방향 속도 성분의 변화를 계산하여 그 운동을 기술한다. 이러한 설명이 맞으면 동일한 조건으로 실험을 반복해도 같은 결과가 얻어진다. 이것을 과학적으로 재현한다.

## 같이 보기
- 귀추법
- 인식론
- 귀납
- 탐구
- 지식
- 과학적 방법
- 이론